# سهران (ورزقان)
سهران هي قرية في مقاطعة ورزقان، إيران. عدد سكان هذه القرية هو 95 في سنة 2006.